# 密尔布瑞 (加利福尼亚州)

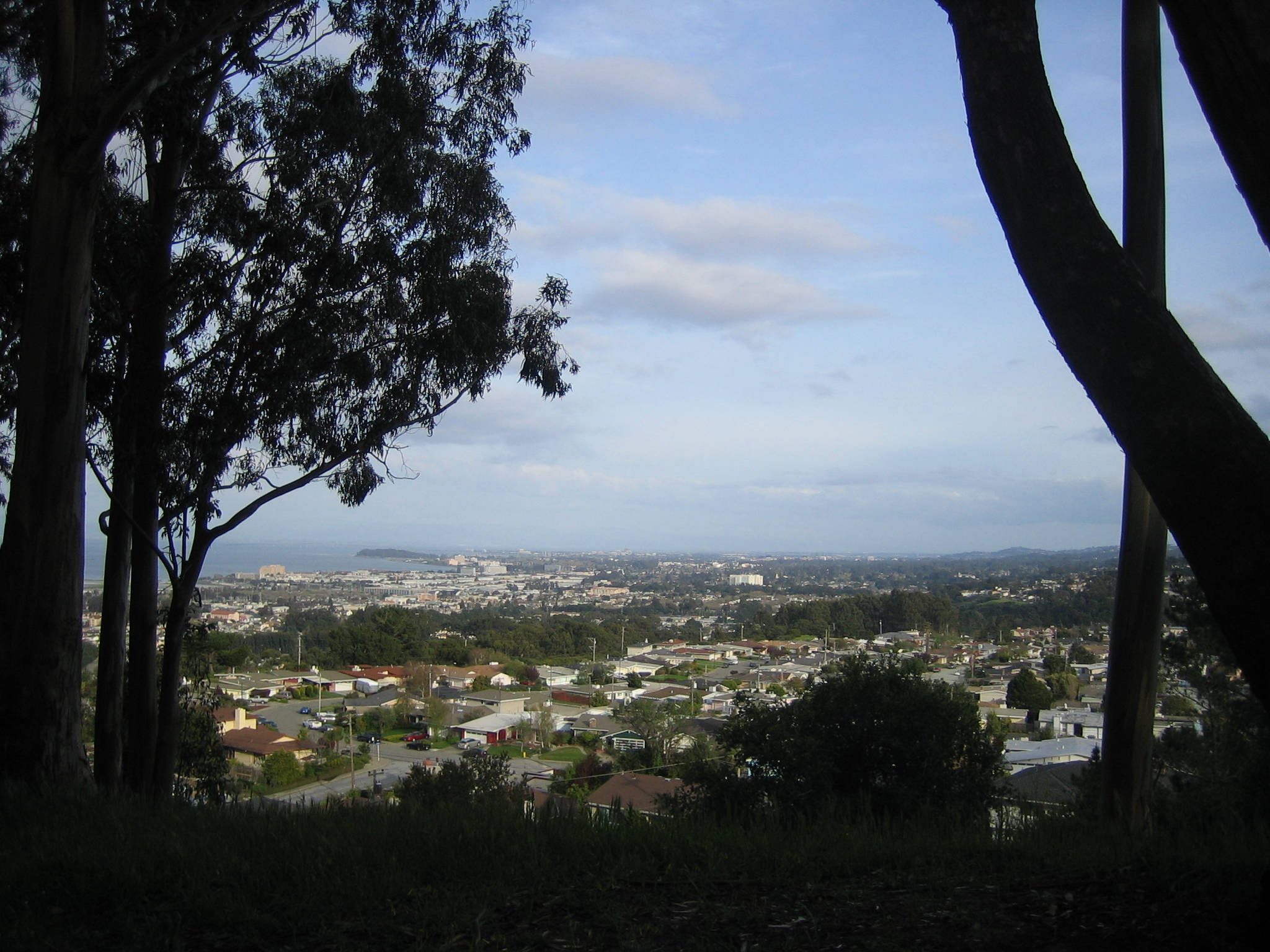
米爾布雷

米爾布雷（Millbrae），是美国加利福尼亚州圣马特奥县下属的一个城市。其东北部是旧金山国际机场，西北部是圣布鲁诺，东南是伯灵格姆。西南接壤圣安地列斯湖。于1948年1月14日建市。城市面积约为8.4平方公里，根据2020年美国人口普查，该市有人口23,216人。
聖馬刁縣立圖書館经营米爾布雷圖書館。

## 交通
密尔布瑞位于旧金山和圣何塞之间。101号美国国道加利福尼亚州段和280號州際公路分别沿着城市的东部和西部边界运行。旧金山国际机场毗邻城市。  
密爾布瑞站是旧金山半岛的一个交通枢纽，连接湾区捷运 (BART)、加州列車和SamTrans。 

## 经济
密尔布瑞的经济部分得益于靠近旧金山及其机场。靠近机场以南沿线拥有几家酒店。